# منيزل العنزي
منيزل جاسر فجري العنزي (1939 – 16 أبريل 2025)، نائب سابق في مجلس الامة الكويتي، شارك في انتخابات مجلس الأمة الكويتي عام 1985 وفاز بالعضوية عن الدائرة التاسعة عشر - الجهراء الجديدة - وحصل علي (692) صوت وحصل علي المركز الأول، كما شارك في انتخابات مجلس الأمة الكويتي عام 1996 وفاز بالعضوية عن الدائرة التاسعة عشر - الجهراء الجديدة - وحصل علي (860) صوت وحصل علي المركز الثاني، كما شارك بانتخابات المجلس الوطني الكويتي عام 1990 ونجح بالانتخابات.

## السيرة العسكرية والاكاديمية
- شرطي عام 1959.
- وكيل عريف عام 1962.
- عريف عام 1965.
- رئيس عرفاء عام 1971.
- ملازم ثاني عام 1973.
- ملازم أول عام 1975.
- نقيب عام 1971.
- رائداً في الشرطة عام 1982.
- الشهادة الجامعية.
- شهادة الليسانس في الحقوق عام 1979.
- عضو المجلس الاعلي للتخطيط.